# المطرب من أشعار أهل المغرب
المُطْرب من أشْعَار أهل المَغْرب هو كتاب في التراجم لابن دِحْيَة الكلبي (- 633 هـ). يحوى الكتاب بين طياته مجموعة كبيرة من التراجم للعديد من الشخصيات الشهيرة والمغمورة.

## منهجية الكتاب ومضمونه
يحوى الكتاب بين طياته مجموعة كبيرة من التراجم للعديد من الشخصيات الشهيرة والمغمورة، وقد كثر فيه التحديث والمشافهة، وكان لا يقنع إلا أن يسوق _في كثير من الأحايين _السند موصولا، تدفعه إلى ذلك إما صناعة غالبة وإما تقليد سبق إليه من كتب المشارقة في الأدب والتاريخ حيث كان هذا النهج غالبًا عليهم. وقد ذكر في مقدمة هذا الكتاب أنه لم يبوِّب هذا المؤلَّف، ولم يعمد إلى تنسيقه وترتيبه.
يقول المؤلف :
| المطرب من أشعار أهل المغرب | إلا أنِّى لم أقصد جمع ذلك على الترتيب، ولا سلكت فيه مسلكى المعهود في التبويب والتهذيب، بل استرسلت فيه مع الخاطر على ما يجود به ويسمح، وبعن له ويسنح، فالناظر فيه يسرح في بساتين، ويمرح في ميادين، ويخرج من فنٍّ إلى فنون. والحديث ذو شجون. | المطرب من أشعار أهل المغرب |

كما عمد ابن دِحية في تراجمه إلى التعليق على الأشعار التي كان يستشهد بها، وكان كثيرًا ما يشرح المعانى التي ربما تكون غامضة بعض الشىء.